# الحوايطة
الحوايطة وتسمى أيضا الواحة الصغيرة وهي بلدية من بلديات ولاية الأغواط. تتوسط بلديات عين ماضي تبعد عن مقر الولاية ب 45 كم وعن مقر الدائرة ب 22 كم.

## جغرافيا
| تاجموت | عين ماضي | عين ماضي |
| الخنق  | إسم ؟    | عين ماضي |
| الخنق  | الخنق    |          |

## الموقع
تقع بلدية الحويطة على بعد 45 كلم عن مقر ولاية الأغواط و22 كلم عن مقر دائرة عين ماضي، وهي بلدية منذ التقسيم الإداري لسنة 1984، مساحتها تقدر بـ 450 كلم2 بعدد سكان يقدر بأكثر من 3000 ساكن. يحدها من الجهة الشمالية تاجموت وعين ماضي، وغربا عين ماضي ومن الجنوب والشرق الخنق. تقع قرية الحويطة على خطي الطول 2.43°شرقا، وخط العرض 33.55°شمالا وعلى ارتفاع 918 متر فوق سطح البحر، وهي تقع بين جبلين من جبال الاطلس الصحراوي.

## أصل التسمية
على حسب الروايات الشفوية المتداولة عند شيوخ البلدة لأصل تسمية الحويطة أن أول من أطلق هذه التسمية هو الولي الصالح والقطب الواضح سيدي الحاج عيسى رضي الله عنه، لما حل بهذه البلدة قادما لها من جهة الغرب واستوطن فيها مدة من الزمن إلى أن رحل إلى مدينة الأغواط، وقد كانت تسمى من قبل بتزقنت وهي تسمية أمازيغية تعود إلى قبيلة زناتة التي كانت تستوطن المنطقة السهبية من الأغواط حتى البيض (لقواط اكسال). كما وجدت أثار لبني ميزاب كبعض المصطلحات الزراعية وكبعض المعالم الجنائزية أين وجدت بعض القبور تعود إلى عهد سقوط الدولة الرستمية من حيث طريقة الدفن تختلف عما هو معروف عند أهل السنة.[بحاجة لمصدر]